# Joaquim Granados i Borrell
Joaquim Granados i Borrell (la Seu d'Urgell, Alt Urgell 1907 - Barcelona 1968) fou un farmacèutic, advocat i activista polític català. Mentre estudiava a Barcelona esdevingué cap de la secció universitària de Palestra, i fou un dels fundadors de la Federació Nacional d'Estudiants de Catalunya (FNEC), de la qual fou el primer president del 1932 al 1934.